# Kamínia (ort i Grekland)
Kamínia (Kaminia) är en ort i Grekland.   Den ligger i prefekturen Nomós Achaḯas och regionen Västra Grekland, i den centrala delen av landet, 180 km väster om huvudstaden Aten. Kamínia ligger 65 meter över havet och antalet invånare är 716.
Terrängen runt Kamínia är varierad. Havet är nära Kamínia norrut. Runt Kamínia är det ganska glesbefolkat, med 30 invånare per kvadratkilometer. Närmaste större samhälle är Patras, 14,3 km nordost om Kamínia. == Kommentarer ==
1. ↑  Framräknat ur variansen i alla höjduppgifter (DEM 3") från Viewfinder Panoramas, inom 10 km radie.[2] Mer om algoritmen finns här: Användare:Lsjbot/Algoritmer.